# Philolema
Philolema is een geslacht van vliesvleugeligen uit de familie Eurytomidae. De wetenschappelijke naam van dit geslacht is voor het eerst geldig gepubliceerd in 1908 door Cameron.

## Soorten
Het geslacht Philolema omvat de volgende soorten:
- Philolema abalosi (De Santis, 1964)
- Philolema albitarsis (Motschulsky, 1863)
- Philolema arachnovora (Hesse, 1942)
- Philolema arnoldi (Waterston, 1926)
- Philolema bambeyi (Risbec, 1951)
- Philolema belgaumensis (Narendran, 1994)
- Philolema braconidis (Ferrière, 1929)
- Philolema campoletisa Narendran, 1994
- Philolema carinigena Cameron, 1908
- Philolema fronta Narendran, 1994
- Philolema javensis (Girault, 1917)
- Philolema lankana (Narendran, 1994)
- Philolema latrodecti (Fullaway, 1953)
- Philolema maleena Narendran, 1994
- Philolema nadia Narendran & Girish Kumar, 2009
- Philolema nandana Narendran, 1994
- Philolema negriensis (Narendran, 1994)
- Philolema palanichamyi (Narendran, 1984)
- Philolema siruvanyca (Narendran, 1994)
- Philolema spinifera (Cameron, 1911)
- Philolema syleptae (Ferrière, 1931)
- Philolema tephrosiae (Girault, 1917)
- Philolema townesi (Narendran, 1994)
- Philolema uloborae (Narendran, 1994)